# 영일고등학교 (서울)
영일고등학교(永一高等學校)는 대한민국 서울특별시 강서구 등촌동에 있는 사립 고등학교이다.

## 학교 연혁
- 1974년 6월 7일 : 함봉혁 선생과 윤명기 선생이 학교 법인 봉명학원을 설립하고 문교부 장관의 허가를 받아 이사장에 함봉혁 선생 취임
- 1974년 8월 26일 : 서울특별시 강서구 등촌동 101번지(현 등촌2동 525번지)에 영일고등학교 신축교사(연건평 1,750평) 및 체육장(4,200평) 기공
- 1975년 1월 18일 : 학교법인 봉명학원이 영일고등학교 설립 인가를 문교부 장관으로부터 받음
- 1975년 1월 18일 : 초대 윤명기 교장 취임
- 1977년 2월 3일 : 신축공사 후 별관(당시 630평 준공)
- 1978년 1월 7일 : 제1회 졸업식(688명)
- 1997년 2월 12일 : 영일군상 제막
- 2006년 2월 14일 : 제2대 정명애 이사장 취임
- 2012년 5월 23일 : 한세체육관 준공(연면적 1384m2)
- 2021년 3월 1일 : 제11대 최승훈 교장 취임
- 2022년 1월 16일 : 제45회 졸업식(284명) 총 29,382명 졸업

## 참고 자료
- 영일고등학교 - 한국교육학술정보원 학교알리미